# Institut régional d'administration de Bastia
 (mars 2020).
L'Institut régional d'administration (IRA) de Bastia est un établissement public administratif situé à Bastia en Haute-Corse. Fondé en 1979, il participe aux côtés des quatre autres IRA à la formation des cadres de la Fonction publique d'État. Assurant une formation initiale et de la formation continue, il prépare notamment les lauréats du concours d'accès aux IRA aux fonctions d'Attaché d'administration de l'État.

## Formation initiale
Lauréats d’un des trois concours de recrutement (interne, externe ou 3e voie), la formation des élèves-attachés d’administration vise l’acquisition de compétences « métiers » essentielles. L’individualisation du plan de formation proposé par l’IRA a pour objectif l’atteinte, pour chaque élève, du niveau requis dans le référentiel de compétences des attachés d’administration, en techniques juridiques, budgétaires et comptables, en gestion des ressources humaines, ainsi qu’en conduite de projet et management.

## Promotions
Chaque année, en début de scolarité, les élèves-stagiaires choisissent le nom de leur promotion.
- 1992-1993 : Simon Vinciguerra
- 1996-1997 : Marc Bloch
- 2005-2006 : Sénèque
- 2006-2007 : René Goscinny
- 2014-2015 : Pascal Paoli
- 2016-2017 : Antoine de Saint-Exupéry
- 2017-2018 : Gisèle Halimi
- 2019-2020 : 3919
- 2020-1 : Albert Camus
- 2020-2 : Anicet Le Pors
- 2021-1 : Joséphine Baker
- 2021-2 : Axel KAHN
- 2022-1 : Europa
- 2023-2 : Opération Vésuve
- 2024 : Marie-Claire Chevalier
- 2025 : Samuel Paty

## Formation continue
L'une des autres missions, en plus de la formation initiale, de l'IRA de Bastia est la formation continue des agents de l'État en s'appuyant sur son expertise en ingénierie de formation pour répondre au mieux aux besoins identifiés. Il existe deux grands types d'offre de formation : une formation interministérielle et partenariale ainsi que des actions de formation sur mesure.

## Classe Préparatoire Intégrée
L'IRA de Bastia est doté d'une Classe Préparatoire Intégrée (CPI) ont été créées dans les écoles du service public en 2009. Elles doivent permettre aux personnes souhaitant préparer le concours d'accès des IRA, disposant d'une volonté réelle de rejoindre la Fonction publique et ayant des revenus modestes ou ayant effectué leur scolarité dans des ZEP et ZUS de pouvoir bénéficier d'enseignements de préparation, de méthodologie et d'un accompagnement personnalisé dans la perspective du concours. Ces CPI ont été renforcées en 2016.
La CPI de l'IRA de Bastia est unique en son genre car elle est la seule à être éclatée en différents sites rattachés à des CPAG ou des IPAG à l'université de Corte, l'IEP d'Aix-en-Provence, l'IPAG de Montpellier, l'IEP de Toulouse et l'IEP de Bordeaux.

## Postes offerts à l'issue de la scolarité
L'IRA de Bastia couvre en priorité l'Île-de-France, la Corse, l'Occitanie et la Provence-Alpes-Côte d'Azur. Des postes extérieurs à cette zone, notamment en outre-mer, peuvent être pourvus lors de discussions entre les directeurs d'IRA et le Ministère de la Fonction publique.

## Vie pratique
Chaque année, l’IRA organise à la rentrée un séjour d'intégration pour l'ensemble des élèves-stagiaires. Tout au long de l'année scolaire, divers évènements sont également proposés (vœux du nouvel an, rencontres avec des autorités, séminaires...)
Les élèves peuvent adhérer librement à l'association des élèves : l’Association des anciens élèves des IRA (AAEIRA).